# Hassiba Boulmerka
Hassiba Boulmerka (arabsko حسيبة بولمرقة), alžirska atletinja, * 10. julij 1968, Constantine, Alžirija.
Nastopila je na poletnih olimpijskih igrah v letih 1988, 1992 in 1996, uspeh kariere je dosegla leta 1992 z osvojitvijo naslova olimpijske prvakinje v teku na 1500 m. V tej disciplini je osvojila dva naslova svetovne prvakinje v letih 1991 in 1995 ter bronasto medaljo leta 1993.